# Gabbanelli

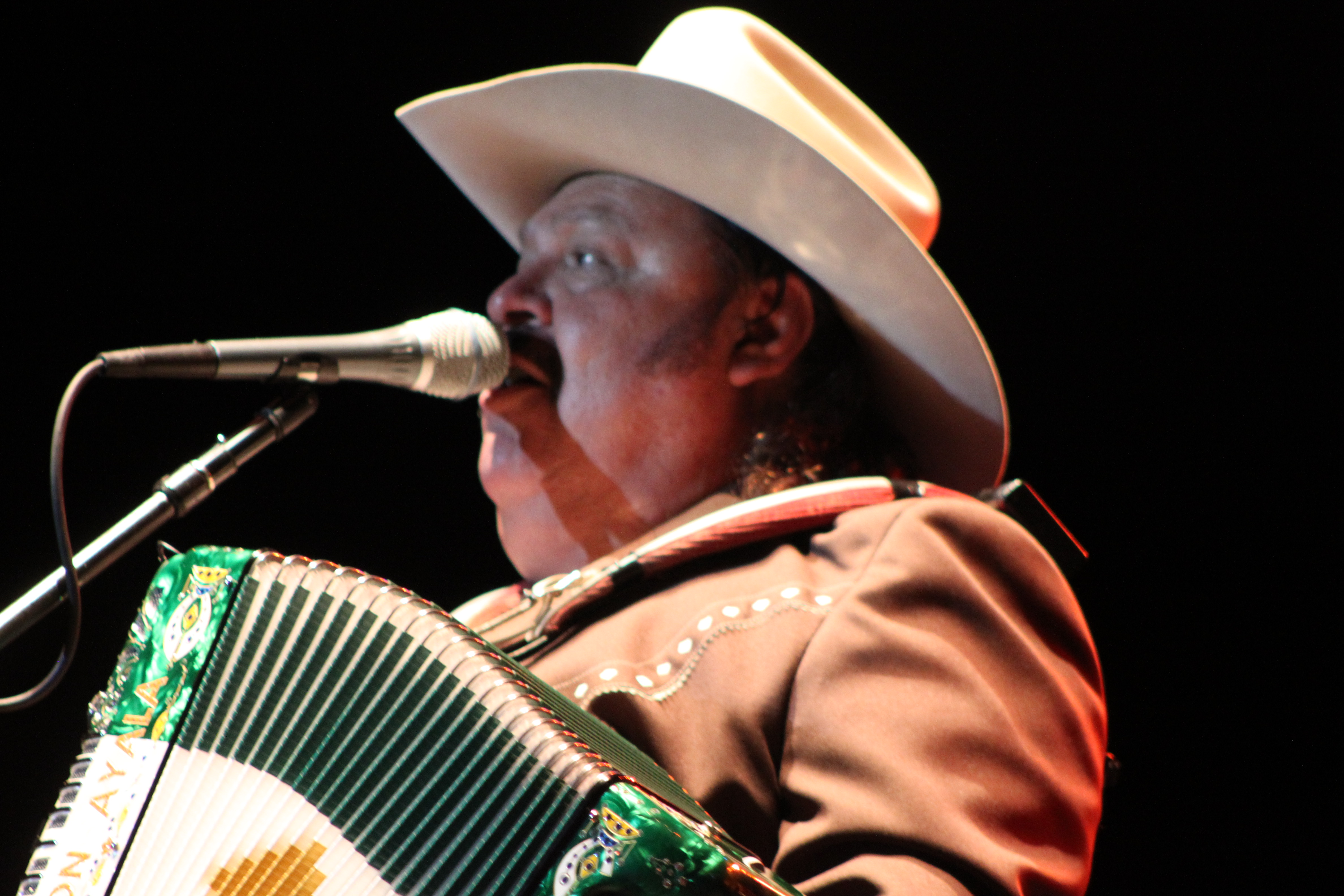
Ramón Ayala tocando un acordeón Gabbanelli

Gabbanelli Accordions es una compañía estadounidense dedicada a la producción de acordeones. Fue fundada en 1961 por Gianfranco Gabbanelli (nombre en inglés: John Gabbanelli), un inmigrante italiano nacido en Castelfidardo, Italia. Después de su fallecimiento en 2003, su hijo Mike Gabbanelli es el presidente de la compañía.
La compañía está ubicada en Houston, Texas, Estados Unidos, y los acordeones son hechos en Castelfidardo, Italia por la fábrica International Music Company.

Dimas López Jr. de Duelo con su Gabbanelli

Los acordeones Gabbanellis son utilizados por muchos artistas conocidos de la música norteña y tex-mex, como Ramón Ayala, Calibre 50, Los Tucanes de Tijuana, Intocable usado por Ricky Muñoz, Duelo usado por Dimas López Jr., Michael Salgado, Los Huracanes del Norte, y muchos más.